# Олександрівська сільська рада (Ізюмський район)
Олекса́ндрівська сільська́ ра́да — адміністративно-територіальна одиниця та орган місцевого самоврядування в Ізюмському районі Харківської області. Адміністративний центр — село Олександрівка.

## Загальні відомості
- Територія ради: 64,53 км²
- Населення ради: 743 особи (станом на 2001 рік)

## Населені пункти
Сільській раді підпорядковані населені пункти:
- с. Олександрівка
- с. Боголюбівка
- с. Козютівка
- с. Підвисоке
- с. Рідний Край

## Склад ради
Рада складається з 14 депутатів та голови.
- Голова ради: Людмила Павлівна Тимощук
- Секретар ради: Олена Станіславівна Сіліченко

### Керівний склад попередніх скликань
| Прізвище, ім'я, по батькові   | Основні відомості                                                                          | Дата обрання | Дата звільнення |
| ----------------------------- | ------------------------------------------------------------------------------------------ | ------------ | --------------- |
| Калініченко Вячеслав Іванович | Сільський голова, 1951 року народження, освіта вища, безпартійний                          | 26.03.2006   | 31.10.2010      |
| Калініченко Вячеслав Іванович | Сільський голова, 1951 року народження, освіта вища, безпартійний                          | 31.10.2010   | 25.10.2015      |
| Тимощук Людмила Павлівна      | Сільський голова, 1961 року народження, освіта вища, член Політичної партії "Нова держава" | 25.10.2015   |                 |

Примітка: таблиця складена за даними сайту Верховної Ради України

### Депутати
За результатами місцевих виборів 2010 року депутатами ради стали:

#### За суб'єктами висування
| Суб'єкт висування | Кількість обраних депутатів | %    |
| ----------------- | --------------------------- | ---- |
| Партія регіонів   | 8                           | 57,1 |
| Самовисування     | 6                           | 42,9 |

#### За округами
| № округу        | Прізвище, ім'я, по батькові      | Дата визнання обраним | Освіта  | Партійна приналежність | Відомості про обраного депутата                          |
| --------------- | -------------------------------- | --------------------- | ------- | ---------------------- | -------------------------------------------------------- |
| Партія регіонів |                                  |                       |         |                        |                                                          |
| 2               | Мірзаєв Рустам Самедович         | 05.11.2010            | вища    | член Партії регіонів   | тимчасово не працює                                      |
| 3               | Павленко Михайло Анатолійович    | 05.11.2010            | середня | член Партії регіонів   | ТОВ «Діамант»                                            |
| 4               | Ковальська Ірина Анатоліївна     | 05.11.2010            | вища    | член Партії регіонів   | Куньєвська загальноосвітня школа, вчитель                |
| 6               | Бондаренко Анатолій Анатолійович | 05.11.2010            | середня | член Партії регіонів   | «Укр телеком», електро монтер                            |
| 7               | Зінченко Олександр Павлович      | 05.11.2010            | середня | член Партії регіонів   | Олександрівська загальноосвітня школа, оператор котельні |
| 9               | Краглик Володимир Васильович     | 05.11.2010            | середня | член Партії регіонів   | тимчасово не працює                                      |
| 12              | Звонцова Любов Михайлівна        | 05.11.2010            | середня | член Партії регіонів   | тимчасово не працює                                      |
| 13              | Казюта Марина Вікторівна         | 05.11.2010            | вища    | член Партії регіонів   | Олександрівська загальноосвітня школа, вчитель           |
| Самовисування   |                                  |                       |         |                        |                                                          |
| 1               | Кальцова Ніна Олексіївна         | 05.11.2010            | вища    | позапартійна           | Олександрівська загальноосвітня школа, директор          |
| 5               | Маслов Олег Іванович             | 05.11.2010            | середня | позапартійний          | «Транс аміак», оператор                                  |
| 8               | Казюта Сергій Михайлович         | 09.01.2011            | вища    | позапартійний          | тимчасово не працює                                      |
| 10              | Базилевич Володимир Васильович   | 05.11.2010            | вища    | член Партії регіонів   | Олександрівська сіль рада, секретар                      |
| 11              | Ляшенко Валентина Іванівна       | 05.11.2010            | середня | позапартійна           | Олександрівська сіль рада, статистик                     |
| 14              | Орел Дмитро Юрійович             | 05.11.2010            | середня | позапартійний          | ПП «Золота нива», водій                                  |

## Населення
Згідно з переписом УРСР 1989 року чисельність наявного населення села становила 985 осіб, з яких 448 чоловіків та 537 жінок.
За переписом населення України 2001 року в селі мешкало 738 осіб.

### Мова
Розподіл населення за рідною мовою за даними перепису 2001 року:
| Мова       | Відсоток |
| ---------- | -------- |
| українська | 77,66 %  |
| російська  | 22,07 %  |
| інші       | 0,27 %   |